# خورخه لوپز (بازیکن فوتبال، زاده ۱۹۷۸)
خورخه لوپز (انگلیسی: Jorge López؛ زادهٔ ۱۹ سپتامبر ۱۹۷۸) بازیکن فوتبال اهل اسپانیا است.
از باشگاه‌هایی که در آن بازی کرده‌است می‌توان به باشگاه فوتبال خنت، باشگاه ورزشی رئال مایورکا، باشگاه فوتبال راسینگ سانتاندر، باشگاه فوتبال رئال ساراگوسا، باشگاه فوتبال کادیس، باشگاه فوتبال ویارئال، و باشگاه فوتبال والنسیا اشاره کرد.